# Fürstenried Ost

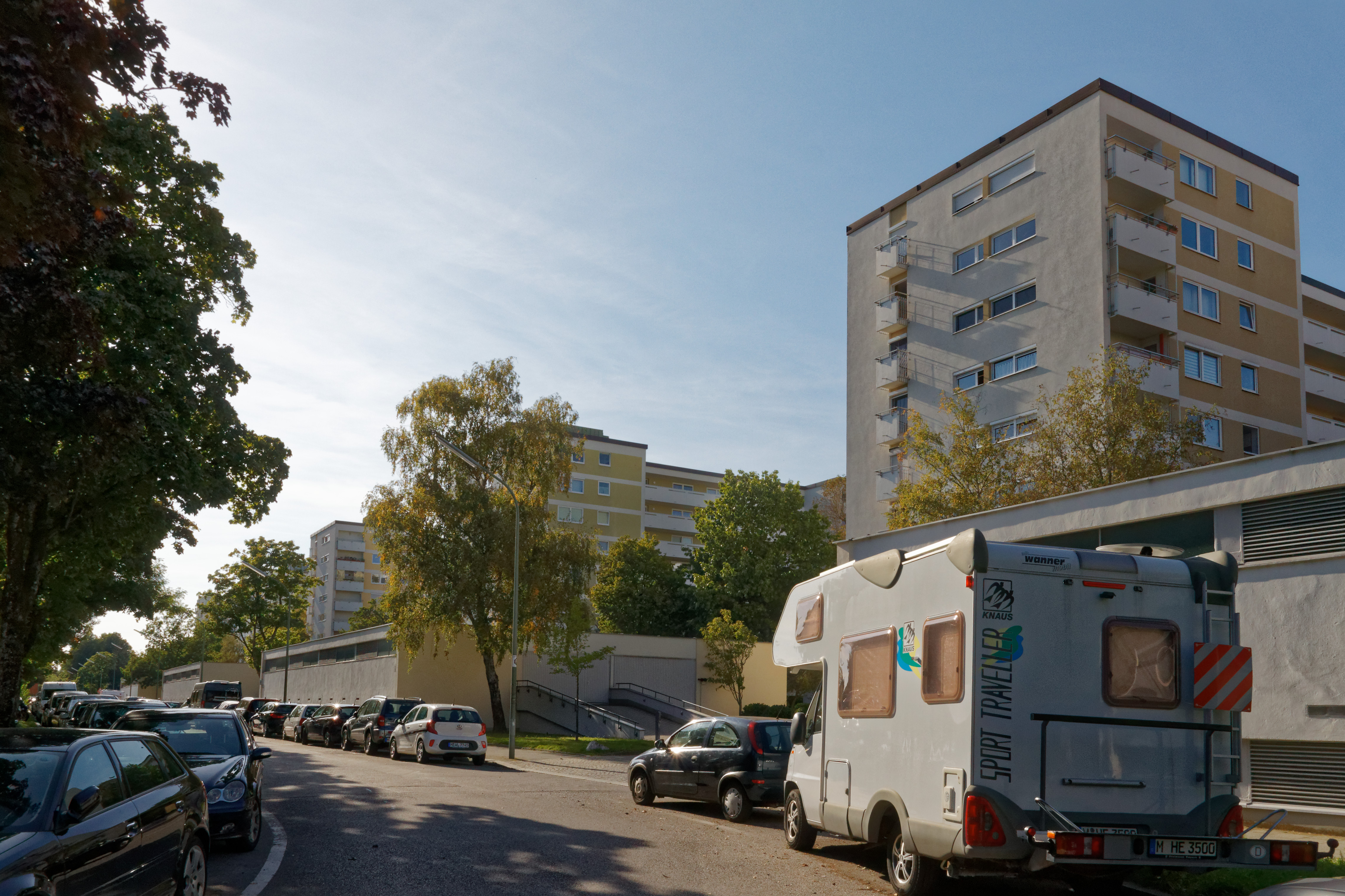
Hochhauszeilen an der Schaffhauser Straße

Fürstenried Ost, auch Fürstenried-Ost geschrieben, ist eine Wohnsiedlung in München.

## Lage
Die Siedlung liegt im Südwesten Münchens im Stadtbezirk 19 Thalkirchen-Obersendling-Forstenried-Fürstenried-Solln östlich des namensgebenden Schlosses Fürstenried und ist Bestandteil des Münchner Stadtteils Fürstenried. Im Grundbuch Münchens ist Maxhof unter der Gemarkung Forstenried erfasst.
Im Norden und Westen wird die Siedlung durch die Bundesautobahn 95 begrenzt, die an dieser Stelle einen Knick nach Süden macht, und im Osten durch die Forstenrieder Allee und im Süden durch die Züricher Straße. Westlich der Autobahn liegt die Siedlung Fürstenried West und nördlich der Waldfriedhof. Östlich der Forstenrieder Allee schließt sich die Siedlung Kreuzhof an und südöstlich der Züricher Straße der Stadtteil Forstenried.

## Geschichte
Die Siedlung wurde in den Jahren 1960/61 nach Plänen von Franz Ruf als erster Teil der in den 1950er Jahren geplanten Großsiedlung Fürstenried errichtet, einzelne Bauten auch noch in den darauffolgenden Jahren. Sie erhielt zunächst inoffiziell die Bezeichnung Fürstenried  I. Die offizielle Bezeichnung wurde 1964 im Stadtrat beschlossen.
Das Gelände zwischen der Berner Straße und dem Sparkassenhochhaus an der Winterthurer Straße wurde in den 2010er Jahren neu bebaut. Dabei zog die südlichste Filiale der Münchner Stadtbibliothek vom Forum in den Neubau um.

## Beschreibung
Der Nordteil der Siedlung ist geprägt durch vier- bis neungeschossige Zeilenbauten, die in lockerer Folge angeordnet sind und zwischen denen Grünflächen angelegt sind. Von den hohen Wohnblöcken ist das sogenannte „Sparkassen-Hochhaus“ in der Winterthurer Straße am bekanntesten; es war bei seiner Einweihung im Jahr 1962 das größte Wohnhaus Bayerns. Während die Straßen in Fürstenried-West zumeist nach Schweizer Kantonen und Landschaften benannt sind, standen für die Straßen in Fürstenried-Ost Schweizer Städte Pate: Basel, Bern, Genf, Schaffhausen, Winterthur und Zürich. An von der Basler und Berner Straße ausgehenden Stichwegen liegen zweigeschossige Reihenhäuser. Zwischen dem Südteil der Basler Straße und der Autobahn stehen sechs Sternhochhäuser.
An der Schaffhauser Straße gibt es eine Kindertagesstätte und an der Berner Straße eine Grundschule. Um die Kreuzung Forstenrieder Allee / Züricher Straße herum liegen verschiedene Ladengeschäfte, weitere befinden sich im Erdgeschoss des Sparkassenhochhauses. Mit den U-Bahnhöfen Forstenrieder Allee und Basler Straße der Linie U3 ist die Siedlung an das Münchner U-Bahn-Netz angeschlossen.
Entlang der Autobahn zieht sich ein baumbestandener Grünstreifen mit künstlich aufgeschütteten Erdwällen. Eine weitere Grünfläche zieht sich entlang eines parallel zur Züricher Straße verlaufenden Fuß- und Radwegs.

## Bauwerke
Das markanteste Bauwerk der Siedlung ist das etwa 40 Meter hohe Sparkassenhochhaus, eine aus drei zusammenhängenden Einzelgebäuden zusammengesetzte vierzehngeschossige Wohnhochhaus-Scheibe. Es wurde in den Jahren 1961/62 nach Plänen von Fred Angerer errichtet. Das Wohnhochhaus war zur Zeit seiner Einweihung das größte Wohnhaus Bayerns und erhielt 1967 den  BDA-Preis Bayern.
Die katholische Pfarrkirche St. Karl Borromäus mit angrenzendem Pfarrzentrum wurde 1963/64 von Herbert Groethuysen unter Mitarbeit von Paul Hübner und Werner Fischer errichtet und 1964 durch Weihbischof Johannes Neuhäusler geweiht.

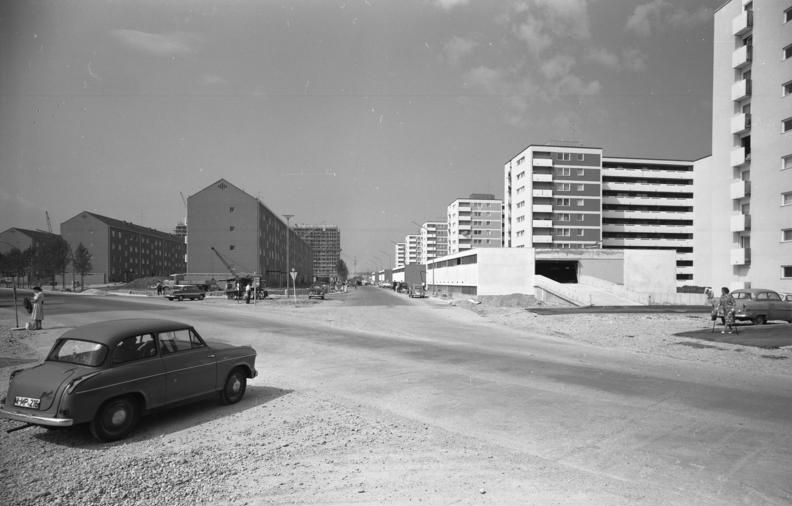
Forstenrieder Allee und Schaffhauser Straße zur Bauzeit
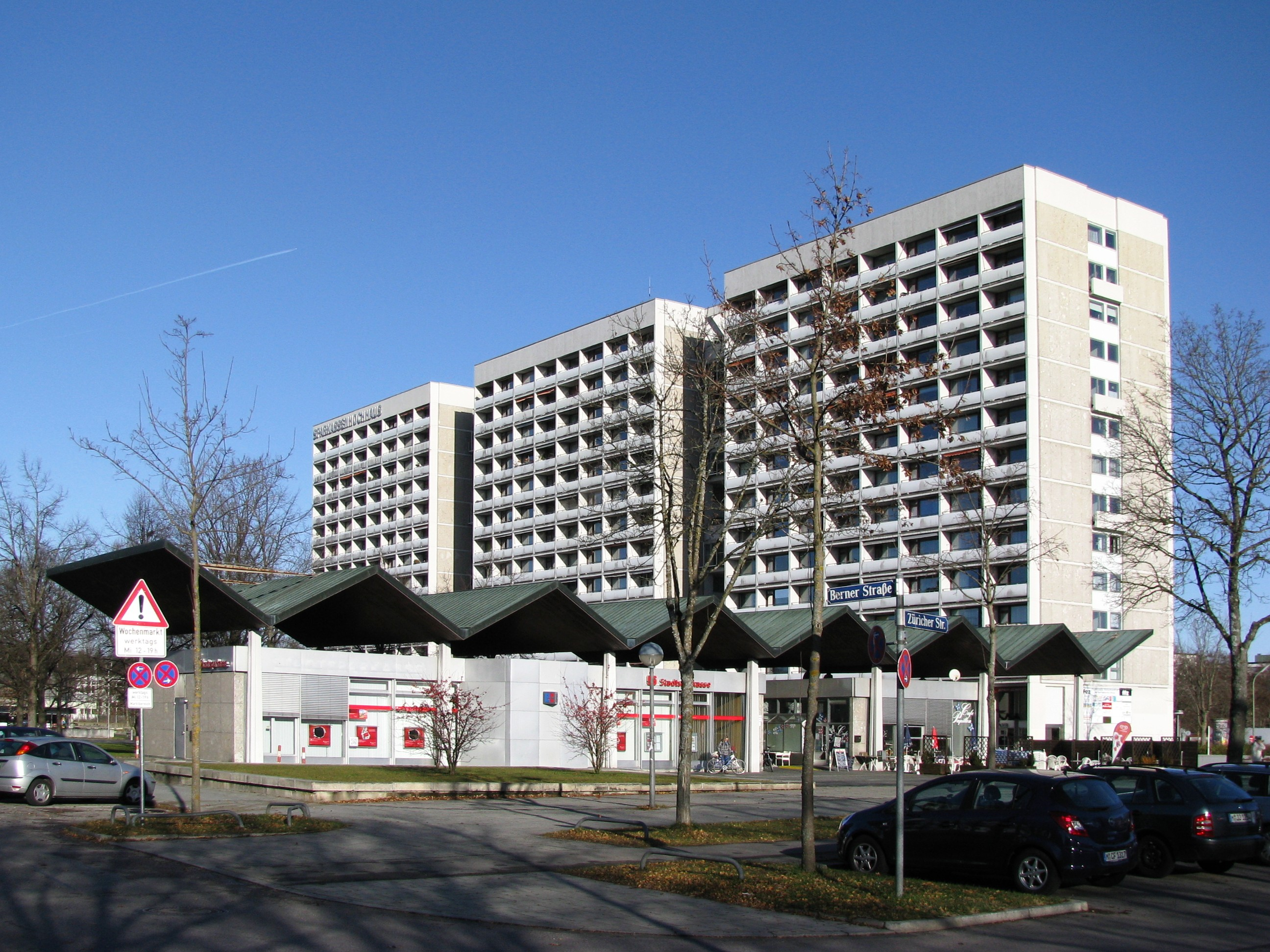
Sparkassenhochhaus
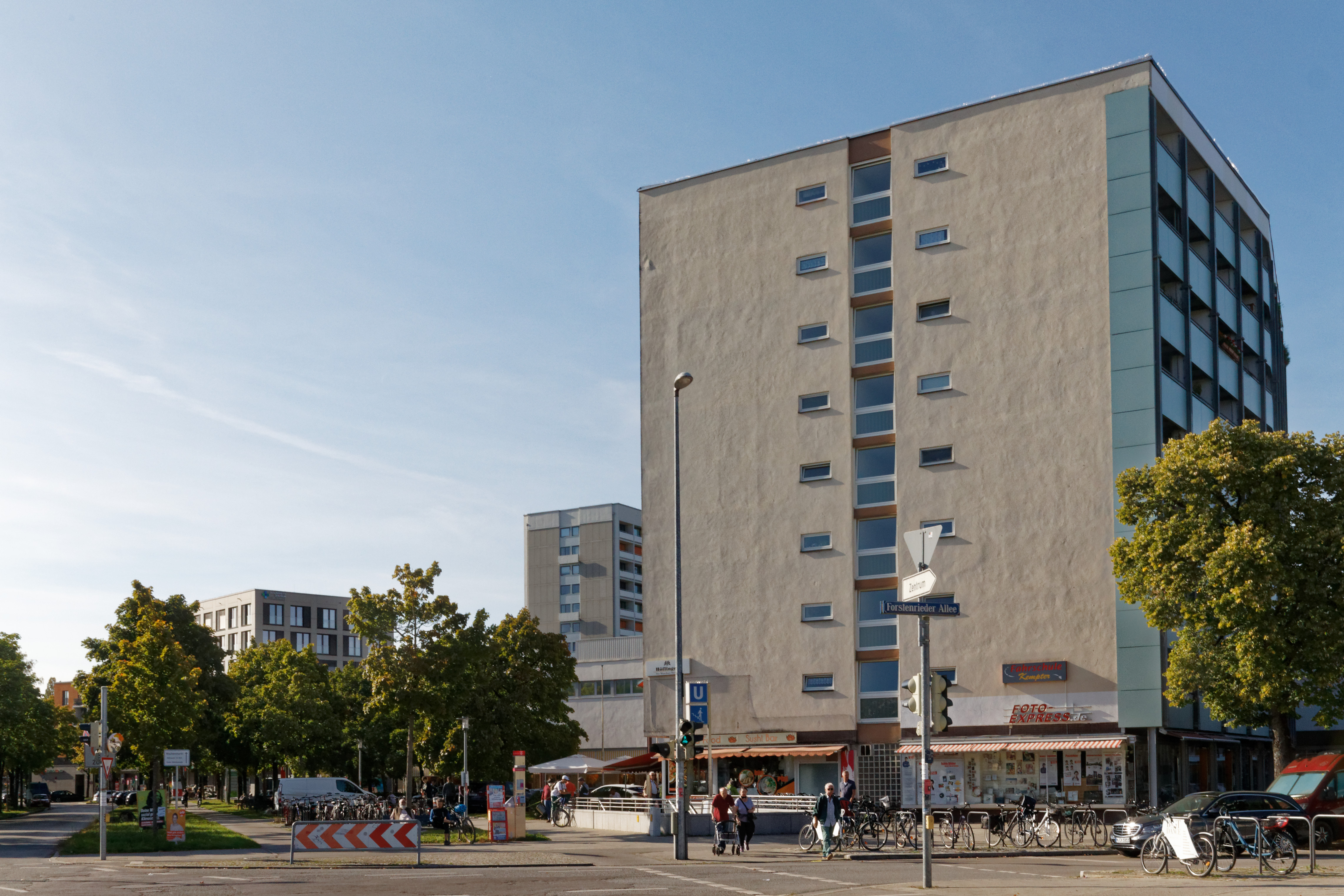
Geschäftszentrum an der Kreuzung Forstenrieder Allee / Züricher Straße
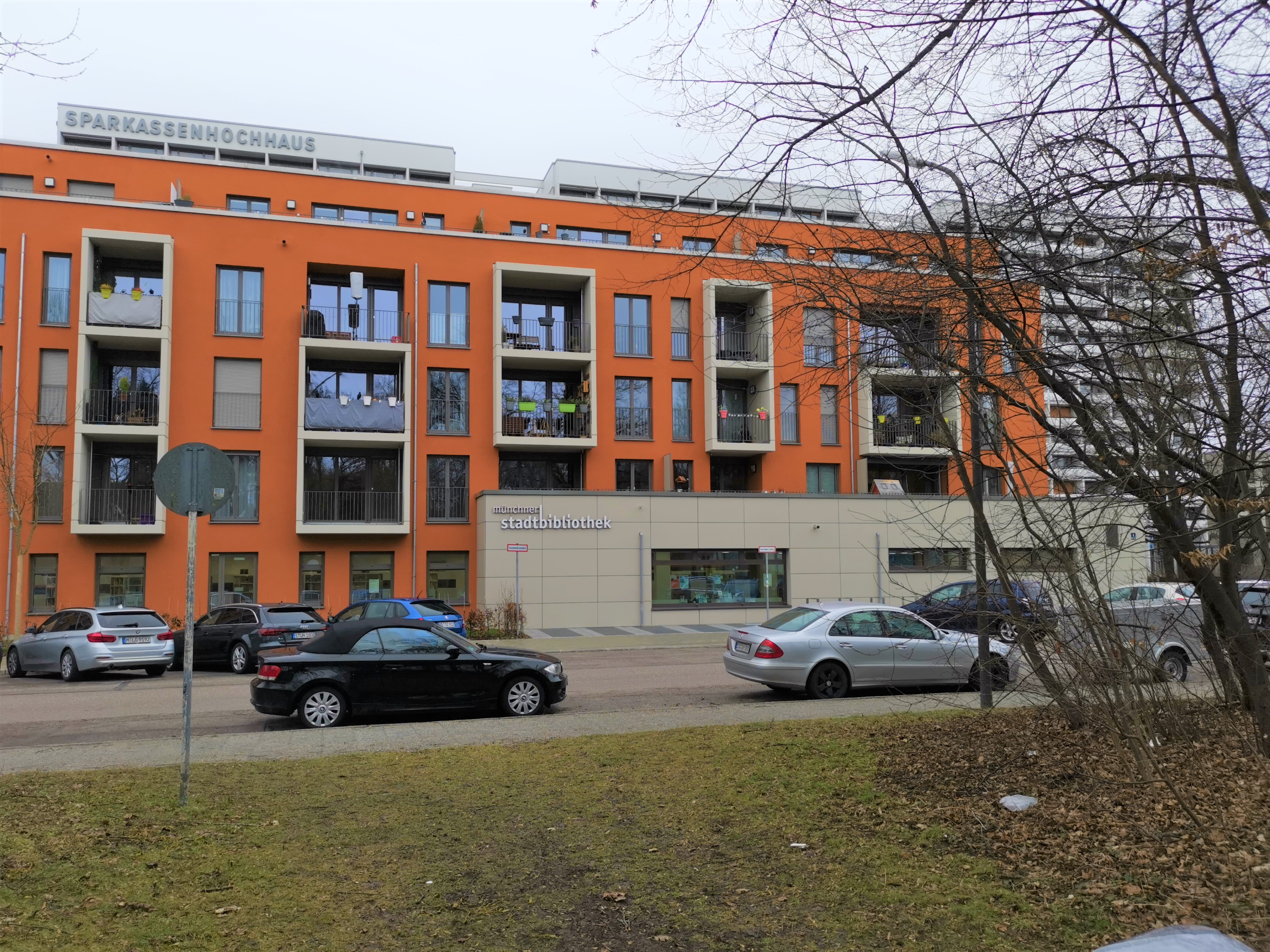
Wohnhaus mit Stadtbibliothek an der Berner Straße
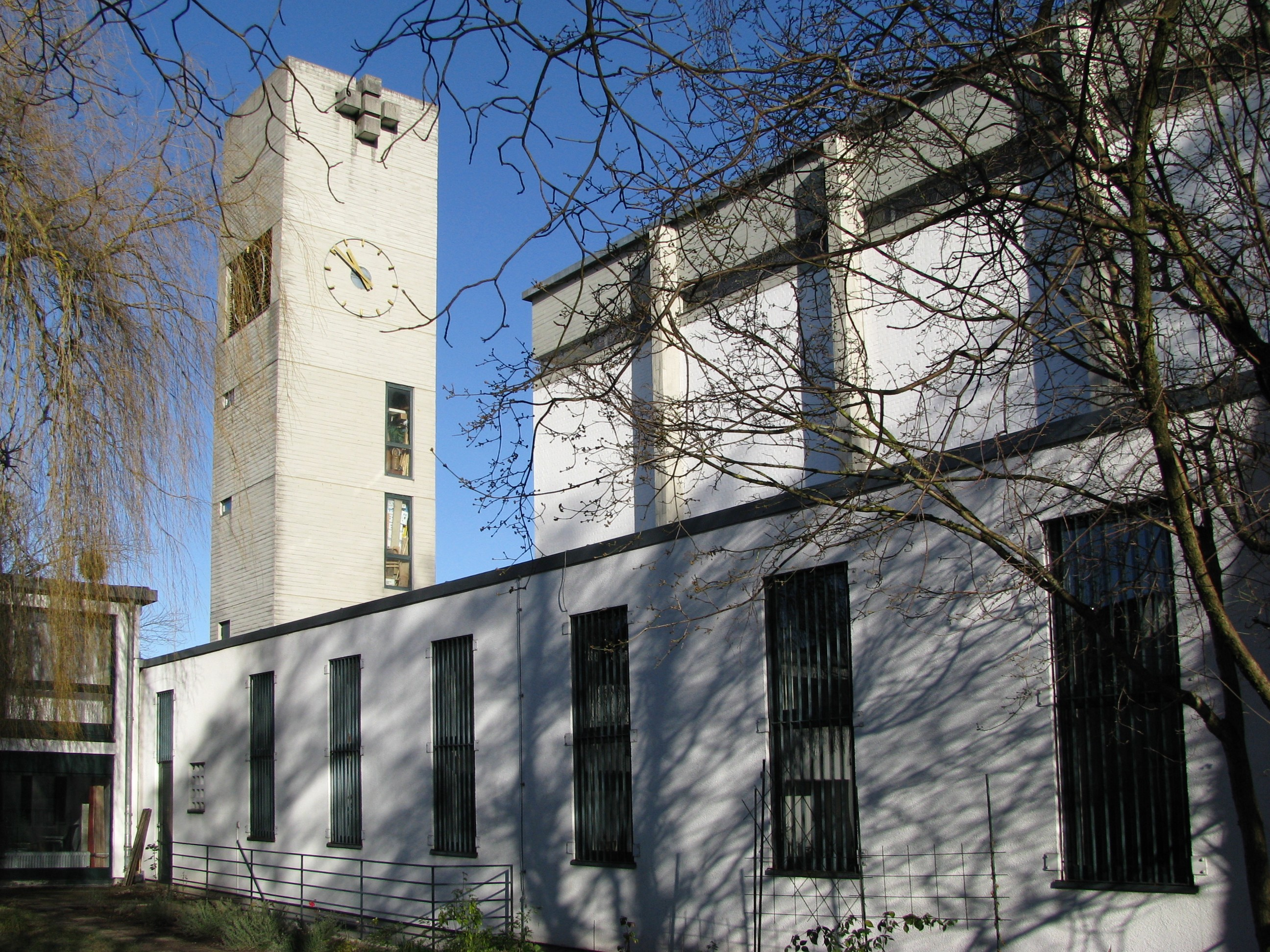
St. Karl Borromäus